# Priscah Jepleting Cherono
Priscah Jepleting Cherono (ur. 27 czerwca 1980 w Kamuiywa) – kenijska lekkoatletka, specjalistka biegów długodystansowych i przełajowych, dwukrotna wicemistrzyni świata w biegach przełajowych z Fukuoki (2006), brązowa medalistka mistrzostw świata z Osaki (2007) w biegu na 5000 metrów. Startowała na igrzyskach olimpijskich w Pekinie, gdzie zajęła 11. miejsce w biegu na 5000 metrów. W 2011 dobiegła na metę jako czwarta w biegu na 10 000 metrów podczas mistrzostw świata w Daegu. W 2012 zdobyła srebro mistrzostw Afryki na tym samym dystansie. Zajęła 21. lokatę podczas mistrzostw świata w półmaratonie (2012).

## Rekordy życiowe
- Bieg na 3000 m – 8:29,06 (2007)
- Bieg na 5000 m – 14:35,30 (2006)
- Bieg na 10 000 m – 30:56,43 (2011)